# 心智图

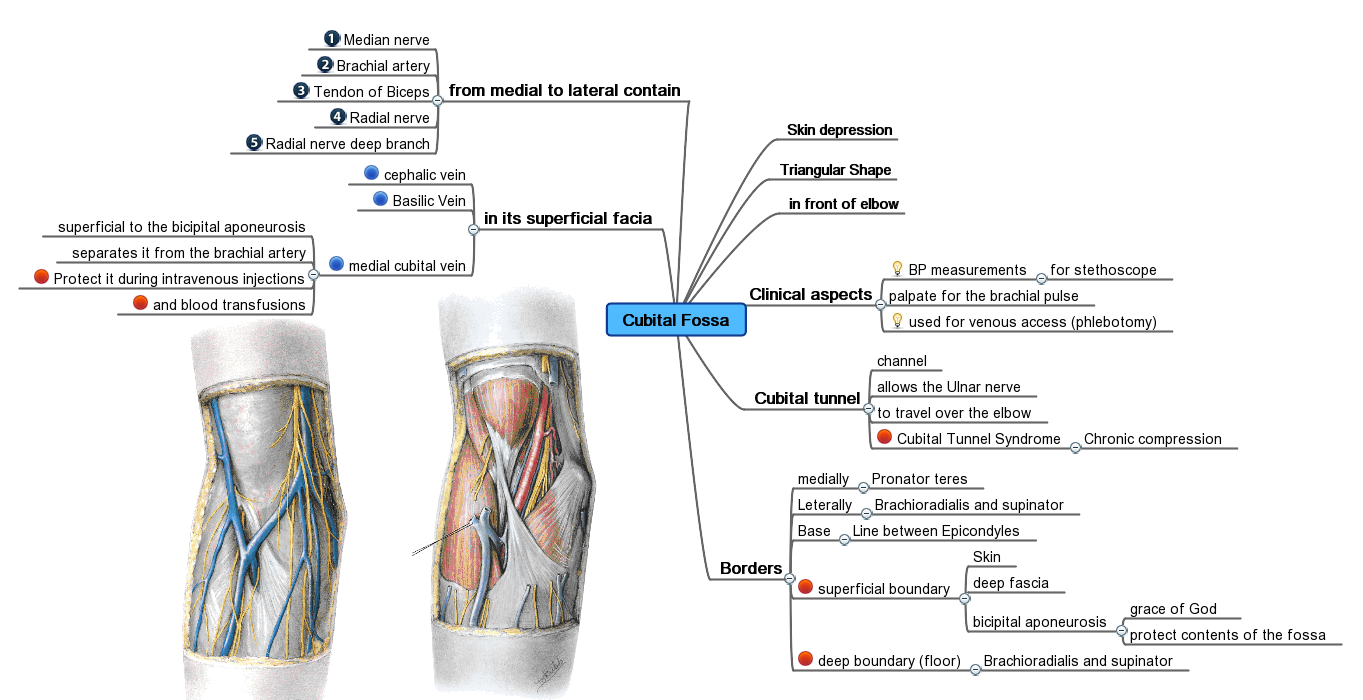
关于肘窝（cubital fossa，elbow pit）的思维导图，含有中心概念的插图

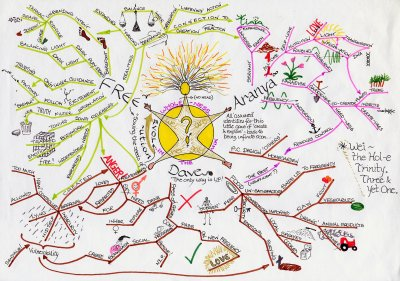
一張手繪的心智圖，显示范围广泛的非层次关系

心智圖（英語：mind map），又称脑圖、心智地圖、腦力激盪圖、思維導圖、灵感触发圖、概念地圖、或思维地圖，是一种用图像整理信息的图解。它用一个中央关键词或想法以辐射线形连接所有的代表字词、想法、任务或其它关联项目。它可以利用不同的方式去表现人们的想法，如引题式、可见形象化式、建构系统式和分类式。它普遍地用作在研究、组织、解决问题和政策制定中。
心智圖是一张集中了所有关连资讯的语义网路或认知体系图像。所有关连资讯都是被辐射线形及非线性图解方式接连在一起，以腦力激盪法为本去建立一个适当或相关的概念性组织任务框架。但腦力激盪法並非以制式的方式去互相连接语义网路或认知体系，亦即是可以自由相连接使用的。元素是直觉地以概念的重要性而被安排及组织入分组、分支，或区域中。会集知识方法能够支援现有的记忆，去思考语义的结构资讯。

## 歷史
心智圖是由英國的托尼·博贊於1970年代提出的一種輔助思考工具。心智圖通過在平面上的一個主題出發畫出相關聯的對象，像一個心臟及其周邊的血管圖，故稱為「心智圖」。由於這種表現方式比單純的文本更加接近人思考時的空間性想像，所以越來越為大家用於創造性思維過程中。
語義的網狀結構因一個瞭解人類學習的理論在1950年代後期發展起來，並且在1960年代早期由阿伦·M·科林斯（Allan M. Collins）和M·罗斯·奎廉（M. Ross Quillian）發展成心智圖。由於Collins的貢獻和公開研究（在學術、創造力和生動的思考上的成果），他則被認為是心智圖模型之父。
心智圖（或者是相似概念）被教育學家、工程師、心理學家和其他學家使用在學習、腦力激盪、記憶、視覺記憶和解決問題已經有幾世紀。而在上世紀這位有名的思想家托尼·博贊宣稱發明心智圖模型。他說他的想法來自阿尔佛雷德·科齐布司基的普通语义学。他發展一些早期心智圖的例子，並且生動地將亞里斯多德的概念顯現出來。哲學家拉曼·鲁尔（Ramon Llull）也同樣使用這些心智圖。
心智圖延伸向許多不同形式發展，同時也在包括學習、腦力激盪、教育、文檔規劃在創意、記錄筆記和工程圖表等場合中廣為應用。心智圖軟體工具很多種，例如：Mindjet公司的Mindjet是專業的心智圖工具，XMind.net公司的XMind有跨平台開源碼版和商業專業版及分享網站提供、及微軟的Visio 2002及以上版本提供了部分繪製心智圖的功能。

## 學習上的效用
博赞宣稱心智圖是一個深奧優秀的筆記方法，因為心智圖不會導致像其他筆記方式的「半睡眠」（semi-hypnotic trance）狀態。博赞也主張心智圖全方位利用左右腦的大腦皮質技術，平衡大腦，開發99%斷言尚未使用的智力潛能以及直覺（博赞稱之為「超級邏輯」）。然而，學術研究表示這樣的主張實際上可能是基於對大腦和大腦半球誤解的銷售宣傳。評論家主張「腦半球側化理論」（hemispheric specialization theory）在心智圖製作應用時，已經被界定為偽科學。
Farrand、Hussain、和Henney在2002年的學術研究中發現，心智圖的技術雖然有限，但在對照其他大學生所喜好的讀書、筆記方式下，發現心智圖的使用對大學生在記憶上，有著顯著的影響；在一個禮拜之後發現，運用心智圖的學生上在技巧上有了更健全的改善，而使用其他讀書、筆記方式的受試者，在採用過去所習慣的筆記動機上，有明顯的減少。
然而Farrand以及其他學者表示，即使如此，但學習者卻傾向使用其他學習方法學習，其原因為使用心智圖是一種手段。也正因此，心智圖在「記憶增強」技術的地位上並未得到依賴。
不過Pressley、VanEtten、Yokoi、Freebern、VanMeter在1998年的研究發現，關於更好的學習方面，學習者著重學習材料的內容更勝於擔憂任何一個特殊的筆記方式。

## 商標
「MindMaps」的商標在英國以及美國被博赞有限公司使用，該商標並沒有在加拿大智慧財產局有過紀錄。在美國，「MindMaps」被標記為「服務商標」─「教育服務，即在課程中的自我充實」。

## 心智圖範例

### 手繪心智圖範例
手繪心智圖範例由托尼·博赞所發表的作品《蜂的技巧》，為極標準的傳統作圖技法，著重於自然感官的發揮，形成生動有機性的圖形。

### 數位心智圖範例
數位心智圖範例由開放原碼軟體XMind所製作的作品《XMind!》，其中部分的格式及功能不同於傳統型式，且著重於數位化資訊的運用，使用電腦軟體製作心智圖操作容易快速，可以結合各式電腦工具的搭配或用於智識系統的整合。大多數的心智圖法工具軟體皆有類似的型式及功能。

### 引用
1. ↑  Buzan, Tony.（2000）. The Mind Map Book, Penguin Books, 1996. ISBN 978-0-452-27322-1
2. ↑  Williams (2000)Encyclopedia of Pseudoscience. Facts on file.  ISBN 978-0-8160-3351-5
3. ↑  Farrand, P.; Hussain, F.; Hennessy, E. . Medical Education. 2002, 36 (5): 426–431  [2005-05-05]. doi:10.1046/j.1365-2923.2002.01205.x. [永久]
4. ↑  Pressley, M., VanEtten, S., Yokoi, L., Freebern, G., & VanMeter, P.（1998）. "The metacognition of college studentship: A grounded theory approach". In: D. J. Hacker, J. Dunlosky, & A. C. Graesser（Eds.）, Metacognition in Theory and Practice （页面存档备份，存于）（pp. 347-367）. Mahwah NJ: Erlbaum ISBN 978-0-8058-2481-0
5. ↑  Trade Mark 1424476 （页面存档备份，存于）, UK Intellectual Property Office, filed Nov. 1990
6. ↑  US Trademark （页面存档备份，存于）, USPTO Trademark Application and Registration Retrieval system
7. ↑  .   [2008-12-05]. （原始内容存档于2008-03-31）.
8. ↑  Bee Skills Mind Map （页面存档备份，存于） .Mind Map Art
9. ↑  .   [2011-09-23]. （原始内容存档于2011-12-23）.